# هيو غرينوود
هيو غرينوود (بالإنجليزية: Hugh Greenwood)‏ (6 مارس 1992 بهوبارت في أستراليا - ) هو لاعب كرة القدم ذات القواعد الأسترالية ولاعب كرة سلة أسترالي في مركز الهجوم خلفي. لعب مع New Mexico Lobos men's basketball ‏ وAdelaide Football Club ‏.

## وصلات خارجية
- هيو غرينوود على موقع كلية كرة السلة في سبورتس رفرنس.كوم (الإنجليزية)
- هيو غرينوود على موقع ريلجم (الإنجليزية)
- هيو غرينوود على موقع AustralianFootball.com (الإنجليزية)
- هيو غرينوود على موقع AFLtables.com (الإنجليزية)